# Eye in the Sky
Eye in the Sky (Ochiul din cer) este un roman științifico-fantastic al scriitorului american Philip K. Dick. A apărut în 1957 la editura Ace.
După un accident la acceleratorul de particule Betatron din Belmont, opt persoane sunt aruncate în mai multe universuri alternative. Aceste universuri sunt mai târziu descoperite a fi manifestări solipsiste ale temerilor și prejudecăților interioare ale fiecărui individ, aducând povestea în concordanță cu înclinația lui Dick față de realitățile subiective. Pe lângă discuțiile viitoare despre teologie și despre temerile legate de autoritarismul din epoca McCarthy, romanul denaturează mai multe slăbiciuni umane.
Titlul se referă la ochiul lui Dumnezeu, care apare ca un personaj în universul fundamentalistului religios Arthur Sylvester. Romanul are o tematică asemănătoare cu Labirintul morții.

## Prezentare
În timpul unei vizite la acceleratorul fictiv Bevatron din Belmont în 1959 (în viitor față de apariția romanului în 1957), opt oameni sunt blocați într-o serie de lumi iluzorii alternative. Cauza incidentului este o funcționare defectuoasă a acceleratorului de particule, care a plasat toate părțile vătămate în stări de inconștiență totală sau parțială.
Jack Hamilton, personajul central, este demis din funcția sa de la Laboratoarele de Întreținere din California din cauza paranoiei din era McCarthy - datorită simpatiei față de politica de stânga a soției sale Marsha; această concediere este instigată de șeful de securitate Charlie McFeyffe. Bill Laws, un afro-american care deține un doctorat în fizică, este angajat ca ghid turistic la Bevatron. Arthur Sylvester este un conservator politic în vârstă și credincios într-o cosmologie geocentrică depășită, bazată pe de bábism. Joan Reiss este o femeie paranoică patologică, iar Edith Pritchet este o mamă în vârstă care cenzurează tot ce nu-i convine. Fiul ei David, împreună cu Charlie McFeyffe, completează grupul celor opt care fac turul acceleratorului.
După ce Bevatron are defecțiuni, toți cei opt membri ai grupului sunt răniți de o pasarelă care se prăbușește și sunt puternic afectați de radiații. Ei se trezesc într-o lume în care minunile, rugăciunile și blestemele sunt întâmplări obișnuite. Hamilton și Charles McFeyffe călătoresc în ceruri și văd un ochi gargantuan al lui Dumnezeu. Ei descoperă că sunt în mintea lui Arthur Sylvester și încearcă să-l trezească. În schimb, ei ajung într-un univers diferit. Următorul univers este o caricatură a moralității victoriene în care Edith Pritchett a abolit tot ceea ea a considerat neplăcut, iar cel de-al treilea univers dezvăluie iluziile paranoice ale lui Joan Reiss.
În cele din urmă, grupul ajunge într-o caricatură marxistă a societății contemporane din SUA. Personajele descoperă că nu Marsha Hamilton a creat această lume. În schimb, Charles McFeyffe este dezvăluit ca fiind un comunist care își folosește funcția de șef de securitate pentru a promova idealurile Partidului Comunist.
După ce McFeyffe este trezit, grupul crede că s-a întors în lumea reală. Jack Hamilton și Bill Laws au o afacere mică  în tehnologia stereofonică. Dezvăluirea afirmațiilor marxiste ale lui McFeyffe este respinsă ca fiind nerealizabilă. Romanul se termină ambiguu, deoarece este neclar dacă grupul s-a întors în realitate sau dacă încă mai trăiește în universul altcuiva.

## Primire
Anthony Boucher a lăudat romanul ca fiind "frumos calculat și dezlănțuit cu desăvârșire", spunând că el "nu a văzut niciodată [această] temă tratată cu o mai mare dexteritate tehnică sau cu mai mult sens psihologic".

## Moștenire
Episodul 20 al anime-ului science fiction Ergo Proxy, intitulat "Goodbye Vincent. Eye Sacred in the Void" (La revedere, Vincent. Ochiul Sacru din Vid), se bazează pe Eye in the Sky. În acest episod, protagonistul se trezește blocat în subconștientul cuiva, probabil unul dintre personajele principale și trebuie să treacă prin diverse realități, în timp ce se gândește cum să scape. Dar totul este mai mult decât o ficțiune creată de creierul în care este prins.
Într-un eseu din 1968, intitulat "Autoportret", antologat în cartea The Shifting Realities of Philip K. Dick (1995), Dick vorbește despre opera sa și despre cărțile care crede că "s-ar putea să supraviețuiască Celui de-al Treilea Război Mondial": Eye in the Sky, Omul din castelul înalt, Martian Time-Slip, Dr. Bloodmoney, The Zap Gun, The Penultimate Truth, The Simulacra, Cele trei stigmate ale lui Palmer Eldritch (pe care îl consideră "cel mai plin de viață dintre toate"), Visează androizii oi electrice?, și Ubik.